# هانفورد ماكنيدر
هانفورد ماكنيدر (بالإنجليزية: Hanford MacNider)‏ (و. 1889 – 1968 م) هو دبلوماسي من الولايات المتحدة الأمريكية . ولد في ماسون سيتي .
وهو عضو في الحزب الجمهوري .
توفي في ساراسوتا، فلوريدا .

## التعليم
تعلم في جامعة هارفارد.

## جوائز وترشيحات
حصل على جوائز منها:
- ميدالية النجمة البرونزية
- وسام "العمل الشجاع في الحرب الوطنية العظمى 1941-1945
- ستار سيلفر
- وسام الاستحقاق.